# Juan Silva
Juan Ramón Silva (Paso de los Toroso, 1948. augusztus 30. –) válogatott uruguayi labdarúgó, csatár, edző.

## Pályafutása

### Klubcsapatban
1965–66-ban a montevideói River Plate, 1966 és 1976 között a Peñarol labdarúgója volt. A Peñarollal négy bajnoki címet nyert és tagja volt az 1966-os Copa Libertadores-győztes csapatnak. 1977 és 1981 között az ecuadori Universidad Católica del Ecuador, 1981-ben a kolumbiai Independiente Medellín, 1982–83-ban az ecuadori Emelec, 1984-ben a 9 de Octubre játékosa volt.

### A válogatottban
1974 és 1976 között 13 alkalommal szerepelt az uruguayi válogatottban és egy gólt szerzett. Részt vett az 1974-es NSZK-beli világbajnokságon és tagja volt az 1975-ös Copa Americán bronzérmes csapatnak.

### Edzőként
1987-ben a montevideói River Plate csapatánál kezdte az edzősködést. 1988-tól Ecuadorban tevékenykedett. Az Emelec, az Universidad Católica del Ecuador, a Valdez, a Cuenca, az Olmedo, az Aucas és a Deportivo Quito vezetőedzője volt. 1995-ben egy rövid ideig a perui Alianza Atlético szakmai munkáját irányította. 2015 óta az ecuadori LDU Portoviejo edzője.

## Sikerei, díjai
Uruguay
- Copa América
  - bronzérmes:1975

 Peñarol
- Uruguayi bajnokság
  - bajnok (4): 1967, 1968, 1973, 1974
- Copa Libertadores
  - győztes: 1966
- Interkontinentális kupa
  - győztes: 1966

 Independiente Medellín
- Kolumbiai kupa
  - győztes: 1981